# 32065 Radulovacki
32065 Radulovacki este un asteroid din centura principală de asteroizi.

## Descriere
32065 Radulovacki este un asteroid din centura principală de asteroizi. A fost descoperit pe 9 mai 2000 la Socorro, New Mexico, în cadrul proiectului LINEAR. Asteroidul prezintă o orbită caracterizată de o semiaxă mare de 2,33 ua, o excentricitate de 0,14 și o înclinație de 9,6° în raport cu ecliptica.